# Reichsregiment

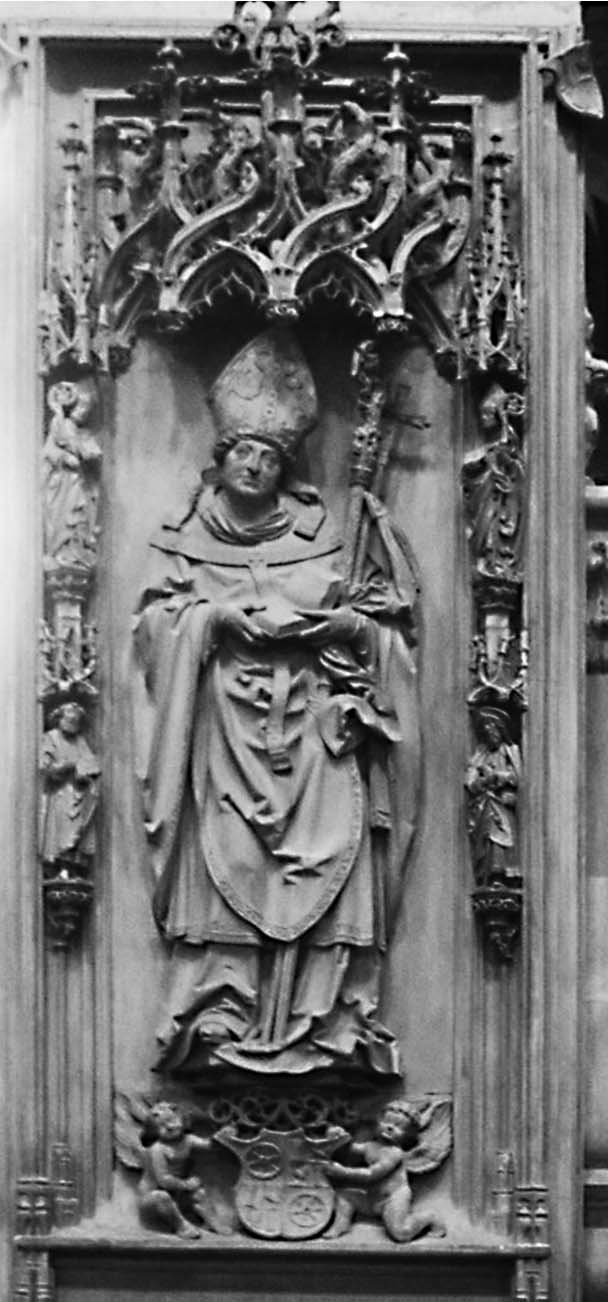
Monumento a la tumba de Berthold von Henneberg

Bajo el nombre de Reichsregiment (traducido como gobierno imperial) se conoce a dos órganos distintos, de 1500 y 1521, respectivamente, ambos del Sacro Imperio Romano Germánico y que buscaban establecer un liderazgo político unificado con participación de los príncipes imperiales. 
Los dos intentos incluían al emperador y a 20 (posteriormente ampliado a 22) representantes de los estados imperiales en una institución radicada en Núremberg. Se trataba de una de las piezas claves de la reforma imperial intentada a comienzos del siglo XVI. Ambos fracasaron tras poco tiempo al enfrentarse a la oposición del emperador y las diferencias entre los príncipes.

## Primer gobierno imperial
El primer gobierno imperial fue iniciativa del elector Berthold de Henneberg de Maguncia y de la Dieta de Worms (1495). A cambio de garantizar al emperador el impuesto llamado Gemeiner Pfnneing y el apoyo para las guerras italianas contra Francia, se le exigió al emperador Maximiliano I de Habsburgo que estableciera un gobierno permanente con representantes de los estados. El emperador sería el presidente honorario de este gobierno, que trataría temas relativos al tesoro, la guerra y la política exterior.
Dado que esto hubiera sido una severa restricción de su poder personal, Maximiliano I rechazó la idea. Sin embargo, la fuerte presión a la que sus finanzas se veían sometidas le forzó a ceder. En la Dieta de Augsburgo de 1500, los príncipes autorizaron la creación de una milicia imperial con la formación de un gobierno imperial. Este incluiría a 20 representantes de los príncipes temporales y espirituales del imperio y tendría su sede en la ciudad imperial de Núremberg. 
La oposición de Maximiliano fue patente, negándose a colaborar con esta institución y respaldando por su parte al Consejo Áulico o Reichshofrat, que el propio emperador nombraba. Así, el Reichsregiment terminó disuelto en 1502.

## El segundo gobierno imperial
El sucesor de Maximiliano, Carlos V de Alemania, tuvo que enfrentarse asimismo a la demanda de un consejo formado por los príncipes. Como una de las condiciones para su coronación como rey de romanos, tuvo que reconstruir el consejo imperial. Dado que también fue rey de España y otros territorios extraimperiales, Carlos pasó buena parte de su reinado fuera de Alemania y dejó a su hermano, Fernando I de Habsburgo, como gobernador y representante ante el imperio. 
Por ello, en la Dieta de Worms de 1521, donde Martín Lutero se explicó ante el emperador, se formó un nuevo Gobierno Imperial. Carlos lo aprobó, aunque solo le concedió un papel consultivo cuando el emperador estaba en el imperio. Cuando no, podía tomar decisiones de forma más independiente. Esta falta de poder real frustró su propósito y causó su disolución cuando Fernando I fue elegido rey de romanos 1531.